# Jurisdicción de San Zadornil
Jurisdicción de San Zadornil är en kommun i Spanien.   Den ligger i provinsen Provincia de Burgos och regionen Kastilien och Leon, i den norra delen av landet, 270 km norr om huvudstaden Madrid. Arean är 30 kvadratkilometer.
Terrängen i Jurisdicción de San Zadornil är kuperad.